# 加藤なつみ
加藤 なつみ（かとう なつみ、1990年10月1日 - ）は、日本のAV女優。

## 略歴
- 2009年に『新人!kawaii*専属デビュ→』でAVデビュー。

## 人物
S-Cuteインタビュー（2010年7月）より
- 初体験は、高1に中1から付き合ってた彼と。
- 部活は、サッカー部のマネージャー。

異なるプロフィールがいくつかある。
- FANZAプロフィールでは、血液型:A型 としている[4]。

趣味:犬のお散歩
特技:お菓子作り。
性格:あまえんぼう。

## 作品

### アダルトビデオ
2009年
- 新人！kawaii＊専属デビュ→宇宙一のピュア美少女なっちゃん 加藤なつみ（7月25日、kawaii*）
- LOVE♥ドッピュン!!メガ顔射スペシャル! 加藤なつみ（8月25日、kawaii*）
- 私を大人にして下さい。 加藤なつみ（10月25日、kawaii*）
- 学校でセックchu♥ 加藤なつみ（11月25日、kawaii*）
- kawaii*美少女100人8時間SPECIAL（11月25日、kawaii*）オムニバス作品 全100名
- REC 80 加藤なつみ（12月10日、プレステージ）

2010年
- 一撃顔射シリーズ メガ顔射すぺしゃる。（1月25日、kawaii*）全11名
- kawaii*大全集3周年記念8時間BEST（2月25日、kawaii*）全57名
- PET キミはボクのペット 10 愛玩少女 なつみ 加藤なつみ（3月5日、ゴーゴーズ）※「なつみ」名義
- 制服美少女と性交 加藤なつみ（3月5日、ドリームチケット）
- スゴ～く制服の似合う素敵な娘 なつみ 加藤なつみ（3月13日、オーロラプロジェクト・アネックス）※「なつみ」名義
- 制服が人気の○○高校行き路線バスで、一番かわいい女子高生を音の鳴らない電マで4回イカせる 加藤なつみ（3月18日、ソフトオンデマンド）
- kawaii*制服女子校生collection4 4時間（3月25日、kawaii*）多数出演
- 記録 record:07 加藤なつみ（4月2日、ゴーゴーズ）
- 天然発情娘の性愛 なつみ19歳Cカップ密室ハメ撮り 加藤なつみ（4月7日、オーロラプロジェクト・アネックス）※「なつみ」名義
- kawaii＊騎乗位Best 可愛い女の子の意外に激しい腰フリSEX（5月25日、kawaii*）全37名
- 援交 転校生 なつみ 加藤なつみ（6月11日、アップス）※「なつみ」名義
- ハードディープフェラ＆SEX vol.3 厳選！嗚咽と涙にまみれた13人の娘達（6月13日、オーロラ・プロジェクト）全13名
- 学校では見せない桃尻美少女の本性 なつみ 加藤なつみ（6月19日、オーロラプロジェクト・アネックス）※「なつみ」名義
- ふぇらちおBEST（6月25日、kawaii*）全20名
- 「新・間違えたフリして女性専用車両に乗り込んでヤられた」VOL.1（7月8日、DANDY）全5名
- 東京中出し女子校生 28 加藤なつみ（7月16日、S級素人）
- 淫尻授業 加藤なつみ（7月16日、NEEDS）
- どロリ（7月19日、ROOKIE）オムニバス作品 全50名
- うぶな修学旅行生の目の前で痴漢をみせつけて発情させろ!! 加藤なつみ・椎奈つばめ・伊東麻央（7月22日、ナチュラルハイ）全3名
- いいなり。けなげで可愛い僕の妹…仮名なつみ 加藤なつみ（8月4日、グレイズ）※「なつみ」名義
- 一度やってみたかった! 淫行教師と教え子 教室で立ちバック! 加藤なつみ（8月5日、ヒビノ）
- 田舎から東京にやって来た修学旅行生 4（8月5日、ソフトオンデマンド画）全5名
- 突然マ○コいじられ辱しめられちゃった私 2（8月13日、アロマ企画）オムニバス作品 他共演：広瀬奏、月野みちる、浅川涼、神田まどか、松浦楓 全6名
- 顔面騎乗で発射（イカ）されちゃった僕。（8月25日、アロマ企画）オムニバス作品 他出演:成瀬心美、国見奈々、小峰ひなた、平塚ゆい、園田ユリア 全6名
- 催眠隷女 2 ナツミ 加藤なつみ（8月31日、催眠研究所）※「ナツミ」名義
- 少女を汚す事に喜びを感じる愛好家達の記録 VOL.3 加藤なつみ（9月1日、ワンズファクトリー）
- 3Dフェラ Hi-Vision collection（9月3日、グレイズ）オムニバス作品 多数出演 ※ブルーレイ
- 家庭教師 【カテキョ】 2枚組8時間（9月3日、グレイズ）全20名
- いいなり女子校生†なつみ 加藤なつみ（9月13日、隼エージェンシー）※「なつみ」名義
- 中出しニーソックス女子校生（9月24日、TMA）オムニバス作品 他出演:和葉みれい、安藤美沙、宮下リカ、水玉レモン、他 全6名
- フェラコレ 女子校生編 3（9月25日、隼エージェンシー）オムニバス作品 他出演：大沢美加、しずく、水玉レモン、愛音まひろ、愛内まほ、葵乃愛、観月樹音、希内あんな、桜りお、春山香織、小山内こころ、松本ほなみ、星崎アンリ、千夏ともか、青木琴音、沢村まや、朝香涼、長谷川聖那、直嶋あい、北川さりな、和希せいら、和葉みれい、あいみ、有坂ともみ 全25名
- 素人コスプレイヤーの妹 騙して輪姦撮影会（9月25日、the WoRLd）
- 素人援交生中出し 96 加藤なつみ（9月30日、プラム）
- 働く女の黒ストッキング足コキ（10月1日、Fetishist/妄想族）オムニバス作品 他出演:藤原ひとみ、和葉みれい、波多野結衣、みづなれい、稲見亜矢、妃悠愛、大沢美加、JULIA、神河美音、他 全12名
- いいなりちゃん 少女と猥褻遊戯 3（10月7日、桃太郎映像出版）全5名 ※「なつみ」名義
- 日本の女性器大図鑑 VOL.1（10月8日、グレイズ）全21名
- 僕のオナニー見てください。 G-18ver.（10月13日、アロマ企画）全7名
- レンタル少女to兄弟（10月25日、the WoRLd）
- ロリータ貧乳 乳揉みインタビュー（11月1日、Fetishist）全24名
- 極太串挿し バイブオナニー（11月1日、ワンズファクトリー）全10名
- Men’sコンビニエンス 12 （精飲専門:No Handフェラ）（11月2日、グレイズ）全8名
- もし高校野球の女子マネージャーがみんな健気な『ヤリマン』だったら（11月4日、ディープス）全3名
- 文化部女子痴漢 2 ～演劇部／華道部／美術部／写真部～（11月4日、ナチュラルハイ）全5名
- パイパン図書委員生中出し（11月11日、I.B.WORKS）
- 格闘娘しか見たくない!4時間（11月12日、TMA）オムニバス作品 他出演:和葉みれい、すずきりりか、安藤美沙、宮下リカ、水玉レモン 全6名
- いもうとLOVE 15 加藤なつみ（11月15日、ケー・トライブ）
- 下着調査 整体院のエロマッサージ ×素人（11月18日、プレステージ）全15名
- いいなりになった僕の妻 浮気の戒め 南野あかり・加藤なつみ（11月18日、プレステージ）全2名
- かわいい妹生中出し4時間（11月19日、グレイズ）オムニバス作品 全6名
- 女子校生の太股とパンチラ 5（11月25日、アロマ企画）全20名
- こだわりの手コキ 4時間SP 38人のハンドメイド 17 （11月25日、隼エージェンシー）オムニバス作品 他出演:宮下まい、青木琴音、MOE、ましろ杏、水玉レモン、愛音ゆう、愛内まほ、愛澤ほなみ、葵ちひろ、杏りり、羽月希、橘ひなた、宮下リカ、高倉舞、桜りお、七葉しほり、松すみれ、森みさと、伊東麻央、泉麻那、早乙女ルイ、椎名唯、梅咲ほの香、平山薫、平塚ゆい、矢沢るい、梨杏、鈴木なつ、和葉みれい、茉莉花、雪見紗弥、高井みほ、可愛りん、月野きらり、小西レナ、大堀香奈、牧瀬もも、ほしのさり 全38名
- 露恥裏中●生 加藤なつみ（12月1日、妄想族）
- ワンズ・ザ・ベスト8時間 ライジング（12月1日、ワンズファクトリー）多数出演
- オーロラプロジェクト 2009下半期・2010上半期ダイジェスト 48連射（12月13日、オーロラ・プロジェクト）オムニバス作品 多数出演
- あんどろメイド 2 加藤なつみ（12月15日、ケー・トライブ）※「NATSUMI」名義
- キセカエガング 愛欲性処理従順少女 加藤なつみ（12月20日、ユープランニング）
- あなた専用ティッシュになります 加藤なつみ（12月23日、EROTICA）
- 毎朝、通勤でみかける可愛い女子校生グループを痴漢で感じさせて下さい 2（12月23日、ナチュラルハイ）全4名
- 誰に似てると思う? 加藤なつみ（12月24日、BALTAN）
- いとこ風呂 21（12月25日、Jump）全5名
- 父娘 ロリータ 小●生 近親相姦  加藤なつみ・他（12月25日、Jump）全3名
- 家出小●生連れ込み売春 1 加藤なつみ・青木琴音・あすか（12月25日、十代）全3名

2011年
- はずかしいから…やめてください… 加藤なつみ（1月1日、ユープランニングJAM/妄想族）
- 桃太郎8時間 全部見せます! 2010年下半期総集編（1月7日、桃太郎映像）オムニバス作品 多数出演
- 「ママには言えないよ…」ロリ恥感猥褻コンビニ（1月19日、ロータス）オムニバス作品 全4名
- GLAY’z SUPER 騎乗位生中出し4時間 VOL.2（1月21日、グレイズ）多数出演
- 「きつつきフェラ No.2」（1月21日、SEX Agent）オムニバス作品 全7名
- 制服とスク水とブルマと手コキ（1月21日、SEX Agent）オムニバス作品 全8名
- 黒スト足コキ（1月21日、セックスエージェント）全6名
- なすがままされるがまま 美少女玩具 なつみ 加藤なつみ（1月25日、隼エージェンシー）※「なつみ」名義
- kawaii*4周年記念だょ全員集合16時間（1月25日、kawaii*）多数出演
- 激似美少女発見!!（1月25日、Fantasista）※「あ○こちゃん」名義
- 風俗DX 2枚組8時間 Men'sコンビニSpecial 2（2月2日、GLAY’z）全42名
- 「ママには言わないで…」ロリ性感オイルマッサージ 7（2月16日、LOTUS）全4名
- ブルマ尻コキ女子校生 2（2月18日、セックスエージェント）全6名
- 携帯オークションでエロい格好をして出品している女がいたので落札して教えられた番号に連絡して商品にクレームをつけながら本人も落札してみる。（2月19日、YeLLOW）全4名
- こだわりの手コキ4時間SP 18（2月25日、隼エージェンシー）全35名
- 家庭教師 【カテキョ】 COLLECTION（3月4日、GLAY’z）全8名 ※ブルーレイ
- 素人セーラー服生中出し ひな 加藤なつみ（3月15日、プラム）※「ひな」名義
- ロリ性体 幼いカラダの女の子と自宅で二人きりになれたら… 3（3月16日、LOTUS）全4名
- 放課後のフェラチオ日記 女子校生激萌え過激フェラ（3月18日、セックスエージェント）全10名
- 女●ポルノ パイパン中出し美貧乳 加藤なつみ・他（3月25日、Jump）全2名
- 小●生拘束折檻 強制イカせまくり拷問 加藤なつみ・宮咲志帆（3月25日、Jump）
- S-Cute Bookmark 11 ウブな反応（4月1日、S-Cute）全4名 ※「なつみ」名義
- 田舎の純粋女子○生とセックス中のカップル風呂を2人でムラムラのぞき観賞（4月7日、ナチュラルハイ）全6名
- オナニーフェチ 3 4時間（4月8日、GLAY’z）全40名
- 少女を汚す事に喜びを感じる愛好家達の記録 the BEST（4月15日、ワンズファクトリー）全4名
- フェラコレ2011春SP（4月25日、隼エージェンシー）全30名
- いいなり。 The Best 2枚組8時間 2（5月2日、GLAY’z）全10名
- お掃除フェラ4時間 7（5月6日、GLAY’z）全64名
- 手コキクリニック 14（5月7日、ソフトオンデマンド）全7名
- 軽蔑していた欲情（5月13日、U＆K）※「桜井あつこ」名義
- 小●生幼女トイレ全裸オナニー（5月13日、ファーストスター）全6名
- 貧乳 HYPER BEST HD＋DVD（5月13日、トータル・メディア・エージェンシー）全12名
- 女子校生15人オマ○コ指入れぴちゃぴちゃ自画撮りオナニー vol.2（5月20日、プリモ）全15名
- あねもえ 優しい姉の温もりに抱かれて。 Vol.3 あやせめる・加藤なつみ（6月15日、ケー・トライブ）
- 10人のロリ妹の手コキ4時間（6月15日、ケー・トライブ）全10名
- 雨に濡れて乳首がすけた敏感○○生を痴漢で感じさせろ！！（6月18日、ナチュラルハイ）全4名
- いじって伸ばして包茎射精天国 2（6月20日、実録出版）全12名
- 素人SEX 女子校生美少女 あつこ（6月24日、SWEET GIRL）※「桜井あつこ」名義
- 育成日記 妹の美乳 15 加藤なつみ（7月15日、ケー・トライブ）
- 女子校生制服切り裂きレイプ 4時間（7月15日、ワンズファクトリー）全20名
- 田舎の純真無垢な少女をナンパしたら処女だった！ 頭を下げてお願いしたら、素股だったらOKとれた！！（7月21日、ソフトオンデマンド）全5名
- 厳選女子校生 スク水エッチ 20人4時間（8月1日、ワンズファクトリー）全20名
- ロリフェラ おしゃぶり4時間すぺしゃる。（8月7日、GLAYz IMPACT）全43名
- フェラチオ上手なJK お口使いの上手な女子校生たち（8月19日、GLAYz IMPACT）全19名
- 禁断姦係 近親相姦な女子校生（8月19日、GLAYz IMPACT）全6名
- 縁側で喘ぐ母親をのぞき見て興奮する思春期の娘（8月20日、ナチュラルハイ）全4名
- 黒髪女子高生 朝倉ことみ・加藤なつみ・あずみ恋（8月25日、ビッグモーカル）全3名
- いいなり女子校生に犯りたい放題 2（8月25日、隼エージェンシー）全5名
- あねもえ 優しい姉の温もりに抱かれて。 6 加藤なつみ・愛音麻友（9月15日、ケー・トライブ）
- 縞パン縞ブラ付！縞パン女子校生4時間（9月23日、トータル・メディア・エージェンシー）全15名
- たっぷり顔射セックchu 100連発8時間（9月25日、kawaii*）全75名
- ママ公認 ロリアイドル最終選考オーディション（9月25日、ビッグモーカル BDSR-067）全3名
- 素人コスプレイヤーの妹 騙して輪姦撮影会 なつみ 加藤なつみ（9月25日、the WoRLd）※「なつみ」名義
- 小●生ディルドオナニー（9月25日、Jump）全6名
- 姪っ娘風呂 4（10月8日、十代）全5名
- 銭湯のロリコン店主が経営難で始めた 子ども同伴＆交換ぬるべちょ撮影会 ～10・20 秋の夜長は親子丼より嫉妬に萌える 他人丼でしょ？おと～さん大会～（10月20日、ナチュラルハイ）全4名
- ゴックン目的で突然迫られ精液採取！？されちゃった僕。 2 本田美沙・小桜りく・加藤なつみ（10月25日、アロマ企画）全3名
- 甘噛み≪美少女≫倶楽部（10月25日、アロマ企画）全5名
- レンタル少女 to 兄弟 加藤なつみ（10月25日、THE WoRLd）
- 淫尻授業 卒業アルバム 第一期生（10月31日、実録出版）全6名
- パイパン図書委員生中出し 加藤なつみ（11月11日、I.B.WORKS）
- 柔らかお尻を好き勝手に弄ばれちゃった私（11月13日、アロマ企画）全5名
- キスしながら乳首を責めて手こきして抜いてあげる 巨乳ギャル、ロリギャル、厳選35人の手コキテク満載（11月25日、隼エージェンシー）全35名
- 究極コスプレSEXコレクション8時間（11月25日、kawaii*）全40名
- 実録映像近親相姦物語 屈折した欲望を剥き出しにする禁断の世界（11月25日、JUMP）全4名
- 露恥裏中●生 加藤なつみ（12月1日、幼誘監本舗）
- The Best of GLAY'z 2枚組8時間（12月1日、GLAY’z）多数出演
- 娘の匂い 3 加藤なつみ（12月8日、ソフトオンデマンド）※「なつみ」名義
- スク水ロリータ中出し強姦（12月9日、トータル・メディア・エージェンシー）全6名
- パイパンディルドオナニー（12月9日、I.B.WORKS）全12名
- S-Cute 年間売上ランキング2011 TOP30（12月13日、S-Cute）全30名
- ロリ女子校生14人連続中出し4時間 2（12月15日、ケー・トライブ）全14名
- キセカエガング 愛欲性処理従順少女 加藤なつみ（12月20日、ユープランニング）
- あなた専用ティッシュになります 加藤なつみ（12月23日、EROTICA）
- kawaii*大全集5周年記念16時間BEST永久保存版（12月25日、kawaii*）全132名

2012年
- スクール水着 尻コキ（1月1日、Fetishist）全12名
- 制服ニーソックス女子校生（1月13日、トータル・メディア・エージェンシー）全6名
- 私たちは何度も力ずくで犯され身も心も全て男の人に絶対服従を誓いました（1月13日、隼エージェンシー）全6名
- ロリ20人4時間スペシャル！ 3（1月15日、ケー・トライブ）全20名
- ロリロリブルマっ娘 12人4時間 2（1月15日、ケー・トライブ）全12名
- オナニー数珠つなぎ オナる女たち（1月25日、JUMP）全8名
- 私たちがオナホールで抜いてあげる（2月10日、トータル・メディア・エージェンシー）全12名
- 制服淫行 田舎で育ったウブな年頃の少女を狙い発育のいい身体を弄ぶ（2月10日、ブリット）全6名
- 中出し女子校生 4時間（2月10日、トータル・メディア・エージェンシー）全15名
- ずっぽり女子校生マン汁オナニー 10人 盗撮（2月14日、ラハイナ東海）全10名
- ぼくらのなつみ4時間 加藤なつみ（2月15日、ケー・トライブ）
- K-Tribe Super Best 2（2月15日、ケー・トライブ）全18名
- 相互愛撫手コキ 2（2月17日、セックスエージェント）全6名
- ワレメ風呂 血縁幼●禁断育成の記録 3（2月19日、極ロリCLUB）全4名
- ボクの妹は男を見下ろす騎乗位セックスが大好きな現役潮吹き中●生（2月19日、極ロリCLUB）全4名
- パイパンの妖精 あおい 加藤なつみ（2月24日、I.B.WORKS）※「あおい」名義
- フェチ映像集 接吻と唾液と手コキ（2月25日、JUMP）全7名
- びちゃびちゃ潮吹きDX 8時間（2月25日、kawaii*）全40名
- 私のためにありがとう なっちゃん本当に最後の撮影 なっちゃん（3月1日、SHIBUYA PLUS）※「なっちゃん」名義
- 24人の女子校生スカート尻コキ（3月1日、Fetishist）全24名
- 放課後の手コキ用務員室 おちん○んに興味がある年頃の女子生徒がおじさん相手にワイセツ実習!!（3月10日、ホットエンターテイメント）全12名
- ロリ美少女のフェラチオ 4時間 7（3月15日、ケー・トライブ）全15名
- ぺろぺろごっくん！おしゃぶりだい好き ロリ美少女のフェラチオ4時間 7（3月15日、ケー・トライブ）全14名
- やさしくてキレいなお姉さん 10人連続中出し4時間 2（4月15日、ケー・トライブ）全10名
- お兄ちゃんを手を使わないでお口だけでイカせてあげる♪ よだれまみれ美少女濃厚ノーハンドフェラ！！（4月19日、エンペラー）全10名
- THE WORLD CHRONICLE the history of world-av（4月25日、the WoRLd）多数出演
- 40人の黒ストッキング足コキ 2枚組8時間（5月1日、Fetishist）全40名
- 露出オナニーはじめました。 貴方だけに見せつけて美白美巨乳ロリ娘野外露出オナニー見せつけてオナりまくります!（5月19日、エンペラー）全9名
- いいなりコントロール かわいいあんどろメイド連続中出し 4時間（6月15日、ケー・トライブ）全5名
- 50人のかわいい制服少女 2枚組8時間（6月22日、I.B.WORKS）全50名
- 私のオナニーお兄ちゃんにだけ見せてあげる♪ 本当にスケベで可愛い妹がお兄ちゃんだけを見つめてオマ○コ見せつけ潮吹きオナニー！！（7月19日、エンペラー）全10名
- 厳選！かわいい妹生中出し Hi-Vision Collection（7月20日、GLAY’z）全8名 ※ブルーレイ
- 学校生活の想い出創りにみんなですごく頑張ったよ。（7月27日、BALTAN）全5名
- 女子校生にナマ注入 20人4時間（8月24日、VOLUMY）全20名
- 2年もメーカーやってるとこう言うエグいセックスが見られる。（8月24日、BALTAN）全20名
- kawaii* ふぇらちおCOLLECTION 8時間（8月25日、kawaii*）全50名
- かわいい妹生中出し BEST COLLECTION 2枚組8時間（9月21日、GLAY’z）全24名
- 自ら腰を振る55人のディルドオナニー（10月1日、Fetishist）全55名
- ロリ10人4時間すぺしゃる! 4（10月15日、ケー・トライブ）全10名
- たっぷり顔射セックchu 100連発8時間 2（10月25日、kawaii*）全65名
- あなた専用ティッシュになります 8時間スペシャル（10月26日、EROTICA）全9名
- 未成熟ロ●ータ少女野外露出8時間ベスト 田舎くさい・地味なJS＆JC全裸野外露出ガチファック極上ベスト！！（11月1日、幼誘監本舗）全6名
- G-18 Best ごっくん Selection（11月13日、アロマ企画）全9名
- あね風呂 1（11月15日、ケー・トライブ）全11名
- スク水50人 8時間DX（12月7日、クリスタル映像）全50名

2013年
- 姉LOVE 4時間（1月15日、ケー・トライブ）全10名
- 我慢できない！黒ストッキング事情（3月15日、セックスエージェント）全14名
- セックスより絶対に気持ちいいフェラチオ（3月15日、セックスエージェント）全15名
- 黒髪女子校生 ブルーレイスペシャル版 2（3月25日、ビッグモーカル）全6名
- フェチ工房 接吻手尺 2（4月10日、unfinished）全7名
- ロリ女子校生30人連続中出し スーパーベスト（4月15日、ケー・トライブ）全30名
- 高速ヘッドシェイクフェラチオ（4月19日、セックスエージェント）全14名
- 黒髪女子校生4時間 BEST（4月25日、ビッグモーカル）全12名
- ピュアな女の子が大集合！！ 美少女＆いもうとの恥じらいのエッチ 6時間（4月30日、Jump）全9名
- 女子校生 近親強姦 2 4時間（7月11日、トータル・メディア・エージェンシー）全12名
- 美少女女子校生20人 スクール水着 2（7月15日、ケー・トライブ）全20名
- ケートライブ極選 奇跡のロリ美少女 ベスト版（7月15日、ケー・トライブ）全20名
- kawaii＊スペシャルBEST 24時間美少女祭り（7月25日、kawaii*）全103名
- 超豪華S級人気女優48人のデビュー＆初心なSEX16時間（10月19日、ROOKIE）全48名
- いもうと10人連続中出し 4時間 4（11月17日、ケー・トライブ）全10名
- 理想のいもうと 神シリーズ 10人妹連続中出し 4時間（12月15日、ケー・トライブ）全10名

2014年
- ママ公認 ロリアイドル最終選考オーディション BEST8時間（1月25日、ビッグモーカル）全12名
- 美少女20人 スクール水着 3（2月17日、ケー・トライブ）全20名
- 女子校生 近親強姦 2 4時間（7月11日、トータル・メディア・エージェンシー）全12名
- 美少女50人尻突き 2 美少女たちのプルンプルンお尻をパンパン突きまくりハメまくり2枚組8時間（8月10日、ケー・トライブ）全50名
- 複数の男たちで顔もカラダも精子で汚しまくる！ ぶっかけ輪姦BEST 16時間（11月19日、ROOKIE）多数出演
- kawaii* BEST 眼鏡を掛けた君が好き 23人8時間（12月25日、kawaii*）全25名
- 「面目ないス…」男優たちがガマンできなかったフェラチオ4時間（12月26日、BALTAN）全14名

2015年
- kawaii＊ BEST こんな世界があるなんて知らなかった…大人の階段を昇っていく美少女たち30人8時間（1月25日、kawaii*）全30名
- NON STOP FUCKING！！女子校生100人の100連続FUCK8時間（4月17日、クリスタル映像）全100名
- 制服JK悶絶強姦4時間 vol．2（6月12日、トータル・メディア・エージェンシー）全15名
- 真夏の水着スペシャル ビキニ×競泳水着×スク水 8時間50選!!（8月7日、クリスタル映像）全50名
- おませなJKのスク水でオクチえっち! 40連発4時間 Part.1（8月15日、エロナンデス）全40名
- 抜きやすさバッチリ！！ オナニー専用フェラチオメガMIX！！ フェラチオマスター編！！ 20人4時間（11月13日、レアル・ワークス）全20名
- 催眠洗脳研究 奴隷性玩20人 vol.2（12月1日、催眠研究所別館）全20名
- 女子校生、性交、中出し。（12月4日、ゴーゴーズ）全6名

2016年
- 家出娘 恥辱の悶絶生強姦 4時間（1月8日、トータル・メディア・エージェンシー）全16名
- 「男の汁は飲み物です♪」ヤリ捨てOK！御奉仕ペット。嬉しそうに汗まみれ男をベロッベロ舐め回して綺麗に…。汗だくセックス後さらに精子までごっくんしてくれる最強淫乱めちゃシコ天使（8月25日、ビッグモーカル）全9名
- 30th BIGMORKAL 黒髪女子校生ANNIVERSARY EDITION8時間（10月25日、ビッグモーカル）全30名

2017年
- 恥ずかしいけど感じちゃう…「だめぇ～」とか言いながら何度も絶頂してしまう清楚系黒髪ロング女子校生の恥じらうセックスが抜け過ぎて困る。15人4時間 2時限目（3月24日、トータル・メディア・エージェンシー）全15名

2018年
- 昼間っから制服美少女と性交 6 完全なる着衣挿入 4時間（1月5日、ドリームチケット）全5名

2019年
- 昼間っから制服美少女と淫口 3（2月1日、ドリームチケット）全16名
- お尻とおま○こにキュっと食い込んだしっとりパンチラを目の前で見せつけられながら発射してください！（5月31日、ケイ・エム・プロデュース）全20名
- 今さっきまでマ○コを突きまくってたチ○ポをフェラさせてはまたマ○コにハメ直すPtoMセックス15連発（9月13日、アリスJAPAN）全15名
- 発射直後チ○ポをむさぼる美少女お掃除フェラ97連発（10月13日、アリスJAPAN）多数出演
- 射精直後のチ○ポをシゴき上げて男潮吹かせまくる絶品ハンドテク美女34発（12月13日、アリスJAPAN）全12名

2020年
- ドピュドピュ出しまくる最高に気持ちいい大量射精の瞬間BEST（5月13日、アリスJAPAN）全19名
- 美少女フェラチオSEXごっくんベスト5時間（6月13日、アリスJAPAN）全19名
- 熱気ムンムン！バレたらやばい密室トイレフェラ＆セックスBEST（6月13日、アリスJAPAN）全14名

2021年
- ドピュドピュ舌上発射65連発5時間（8月13日、アリスJAPAN）全41名

2022年
- 顔に膣内にドピュドピュ出しまくる気持ちいい射精の瞬間104連発（1月11日、アリスJAPAN）多数出演

### イメージビデオ
- 少女自体 仁科ひなた（2011年2月4日、心交社）※「仁科ひなた」名義
- つるるんベイベー 仁科ひなた（2011年12月16日、心交社）※「仁科ひなた」名義
- あそこを広げたエンジェル 蒼井ナツ（2012年2月3日、渋書.com）※「蒼井ナツ」名義
- 恥ずかしがりやのなっちゃん 蒼井ナツ（2012年4月25日、渋谷書店.com）※「蒼井ナツ」名義
- 渋書コンテンツ 総集編 2（2017年2月25日、渋書コンテンツ）全6名※「蒼井ナツ」名義

### アダルト配信
- #203 Natsumi (2010年7月19日、S-Cute) ※「Natsumi」名義
- 7th No.54 Natsumi (2010年7月19日、S-Cute) ※「Natsumi」名義
- Short No.360 Natsumi (2010年9月8日、S-Cute) ※「Natsumi」名義
- 7th No.75 Natsumi (2010年10月29日、S-Cute) ※「Natsumi」名義
- ATSUKO (2010年11月28日、HimeMix) ※「ATSUKO」名義
- Natsumi (2011年5月29日、S-Cute) ※「Natsumi」名義
- なつみ (2011年7月17日、ピュアスタイル) ※「なつみ」名義
- なつみ 2 (2011年12月11日、ピュアスタイル) ※「なつみ」名義
- NATSUMI (2012年6月26日、Natural 9) ※「NATSUMI」名義
- なつみ (2018年3月29日、すももちゃん) ※「なつみ」名義
- なつみ (2018年10月16日、P-WIFE) ※「なつみ」名義
- 女学生 (2022年7月17日、素人道)